# 發現海崖
發現海崖（英語：Discovery Bluff），是南極洲的海崖，位於維多利亞地的斯科特海岸，處於格蘭納特港的阿弗朗奇灣入口處西部，由英國探險隊發現，現時由南極條約體系管理。